# The Pariah, the Parrot, the Delusion
The Pariah, the Parrot, the Delusion è il quarto album in studio del gruppo musicale statunitense Dredg, pubblicato il 9 giugno 2009 dalla Ohlone Recordings e dalla Universal Music Group.

## Tracce
1. Pariah – 4:07
2. Drunk Slide – 1:27
3. Ireland – 3:41
4. Stamp of Origin: Pessimistic – 0:50
5. Light Switch – 3:30
6. Gathering Pebbles – 4:59
7. Information – 5:45
8. Stamp of Origin: Ocean Meets Bay – 0:30
9. Saviour – 3:56
10. R U O K ? – 2:12
11. I Don't Know – 3:44
12. Mourning This Morning – 5:41
13. Stamp of Origin: Take a Look Around – 0:58
14. Long Days and Vague Clues – 1:52
15. Cartoon Showroom – 4:18
16. Quotes – 6:04
17. Down to the Cellar – 3:40
18. Stamp of Origin: Horizon – 2:20

Tracce bonus nell'edizione tedesca di iTunes
1. Information (Acoustic Version) (Live) – 3:55
2. Bug Eyes (Acoustic Version) (Live) – 4:00
3. The Leaflets (Video) – 29:24
4. Track by Track Interview (Video) – 23:19

DVD bonus nell'edizione speciale
1. The Leaflets – 29:24
2. Track by Track Interview – 23:19

## Formazione
Gruppo
- Gavin Hayes – voce
- Mark Engles – chitarra
- Drew Roulette – basso
- Dino Campanella – batteria, tastiera

Altri musicisti
- Judgement Day – strumenti ad arco
- Ben Flanagan, Ben Henderson, John Vanderslice – voci aggiuntive (traccia 1)
- Paul O'Neill – chatter e incoherent vowel sounds aggiuntivi (traccia 9)
- Ben "The King" Perkoff, Terry "The Bari" Forgette – corni (traccia 12)
- Geoff Bilson – effetti sonori aggiuntivi (traccia 12)
- Gisele Hayes, Seyah Heyes – pianoforte giocattolo (traccia 12)
- Elsieanne Caplette – voce aggiuntiva (traccia 17)

Produzione
- Matt Radosevich – produzione, registrazione, missaggio
- Dredg – produzione
- Michael Romanowski – mastering